# معركة أنكونا
معركة أنكونا (بالإيطالية: Battle of Ancona)‏ هي معركة شنها حلفاء الحرب العالمية الثانية على إيطاليا للاستيلاء على مدينة أنكونا الساحلية الإيطالية، واشتركت فيها قوات من بولندا ، كونها كانت تابعة للجيش البريطاني ، ضد قوات من الجيش الألماني ، واستمرت طوال الفترة الممتدة بين 16 يونيو 1944 حتى 18 يوليو 1944، وذلك خلال الحملة على إيطاليا في الحرب العالمية الثانية .

## خلفية
كانت تهدف خطة الحلفاء، للاستيلاء على مدينة أنكونا في إيطاليا ، من أجل الحصول على ميناء بحرى قريب للقتال حتى يتمكنوا، من تقصير خطوط الاتصال والدعم الخاصة بالحلفاء، وتم تكليف الفيلق الثانى البولندى بالاستيلاء على المدينة، في 16 حزيران 1944 وتم انجاز المهمة في وقت لاحق في 18 يوليو 1944 .

## روابط خارجية
https://www.revolvy.com/page/Battle-of-Ancona